# (1644) Rafita
(1644) Rafita es un asteroide perteneciente al cinturón de asteroides descubierto por Rafael Carrasco Garrorena el 16 de diciembre de 1935 desde el Real Observatorio de Madrid, España.

## Designación y nombre
Rafita fue designado al principio como 1935 YA.
Posteriormente se nombró en honor de uno de los hijos del descubridor.

## Características orbitales
Rafita está situado a una distancia media de 2,548 ua del Sol, pudiendo alejarse hasta 2,944 ua y acercarse hasta 2,153 ua. Su inclinación orbital es 7,02° y la excentricidad 0,1553. Emplea en completar una órbita alrededor del Sol 1486 días.